# Piero De Bernardi
Piero De Bernardi, pseudonimo di Piero Bernardi (Prato, 12 aprile 1926 – Milano, 8 gennaio 2010), è stato uno sceneggiatore italiano, padre dell'attrice Isabella.

## Biografia
Dopo aver debuttato alla sceneggiatura nel 1953 con Il tesoro del Bengala, è cresciuto professionalmente, con un forte legame d'amicizia, con Leo Benvenuti, col quale formerà una delle coppie di maggiore successo della commedia all'italiana, collaborando tra l'altro alla saga di Fantozzi e alla trilogia di Amici miei, ma anche a film di Vittorio De Sica, Pietro Germi, Mauro Bolognini, Nanni Loy, Alberto Sordi, Sergio Leone, Carlo Verdone e molti altri registi italiani del XX secolo, nonché allo sceneggiato televisivo Il balordo (1978) di Pino Passalacqua, con Tino Buazzelli protagonista. Insieme a Benvenuti, De Bernardi viene designato con il premio Flaiano per la sceneggiatura per il complesso della collaborazione tra i due autori.

## Filmografia

### Cinema
- Il tesoro del Bengala, regia di Gianni Vernuccio (1953)
- I misteri della giungla nera, regia di Gian Paolo Callegari e Ralph Murphy (1954)
- La vendetta dei Tughs, regia di Gian Paolo Callegari e Ralph Murphy (1954)
- Le ragazze di San Frediano, regia di Valerio Zurlini (1955)
- Destinazione Piovarolo, regia di Domenico Paolella (1955)
- Amici per la pelle, regia di Franco Rossi (1955)
- La canzone del cuore, regia di Carlo Campogalliani (1955)
- Noi siamo le colonne, regia di Luigi Filippo D'Amico (1956)
- Suor Letizia - Il più grande amore, regia di Mario Camerini (1956)
- Camping, regia di Franco Zeffirelli (1957)
- Guendalina, regia di Alberto Lattuada (1957)
- Vacanze a Ischia, regia di Mario Camerini (1957)
- Calypso, regia di Golfiero Colonna e Franco Rossi (1958)
- L'uomo di paglia, regia di Pietro Germi (1958)
- La mina, regia di Giuseppe Bennati (1958)
- Arrangiatevi, regia di Mauro Bolognini (1959)
- La ragazza con la valigia, regia di Valerio Zurlini (1961)
- Che gioia vivere, regia di René Clément (1961)
- Don Camillo monsignore... ma non troppo, regia di Carmine Gallone (1961)
- Dal sabato al lunedì, regia di Guido Guerrasio (1962)
- Venere imperiale, regia di Jean Delannoy (1962)
- I 4 tassisti, regia di Giorgio Bianchi (1963)
- Mare matto, regia di Renato Castellani (1963)
- Kali Yug, la dea della vendetta, regia di Mario Camerini (1963)
- Il mistero del tempio indiano, regia di Mario Camerini (1963)
- Controsesso, regia di Franco Rossi, episodio Cocaina di domenica (1964)
- Frenesia dell'estate, regia di Luigi Zampa (1964)
- Matrimonio all'italiana, regia di Vittorio De Sica (1964)
- La donna è una cosa meravigliosa, regia di Mauro Bolognini, Shuntarō Tanikawa, Pino Zac (1964)
- Una questione d'onore, regia di Luigi Zampa (1965)
- Le soldatesse, regia di Valerio Zurlini (1965)
- I complessi, regia di Franco Rossi, episodio Il complesso della schiava nubiana (1965)
- Il compagno don Camillo, regia di Luigi Comencini (1965)
- Io, io, io... e gli altri, regia di Alessandro Blasetti (1966)
- Incompreso, regia di Luigi Comencini (1966)
- La ragazza del bersagliere, regia di Alessandro Blasetti (1967)
- Questi fantasmi, regia di Renato Castellani (1967)
- Italian Secret Service, regia di Luigi Comencini (1968)
- Serafino, regia di Pietro Germi (1968)
- Delitto quasi perfetto, regia di Mario Camerini (1969)
- Le castagne sono buone, regia di Pietro Germi (1970)
- Contestazione generale, regia di Luigi Zampa (1970)
- Armiamoci e partite!, regia di Nando Cicero (1971)
- Per grazia ricevuta, regia di Nino Manfredi (1971)
- La Betìa ovvero in amore, per ogni gaudenza, ci vuole sofferenza, regia di Gianfranco De Bosio (1971)
- Alfredo Alfredo, regia di Pietro Germi (1972)
- Don Camillo e i giovani d'oggi, regia di Mario Camerini (1972)
- Lo chiameremo Andrea, regia di Vittorio De Sica (1972)
- Finché c'è guerra c'è speranza, regia di Alberto Sordi (1974)
- Sistemo l'America e torno, regia di Nanni Loy (1974)
- Permettete signora che ami vostra figlia?, regia di Gian Luigi Polidoro (1974)
- Fantozzi, regia di Luciano Salce (1975)
- Amici miei, regia di Mario Monicelli (1975)
- Gente di rispetto, regia di Luigi Zampa (1975)
- Il secondo tragico Fantozzi, regia di Luciano Salce (1976)
- Signore e signori, buonanotte, regia di Luigi Comencini, Nanni Loy, Luigi Magni, Mario Monicelli  e Ettore Scola (1976)
- Quelle strane occasioni, regia di Nanni Loy, Luigi Magni e Luigi Comencini, episodio Italian Superman (1976)
- La stanza del vescovo, regia di Dino Risi (1977)
- Professor Kranz tedesco di Germania, regia di Luciano Salce (1978)
- Dottor Jekyll e gentile signora, regia di Steno (1979)
- Tesoromio, regia di Giulio Paradisi (1979)
- Fantozzi contro tutti, regia di Paolo Villaggio e Neri Parenti (1980)
- Un sacco bello, regia di Carlo Verdone (1980)
- La locandiera, regia di Paolo Cavara (1980)
- Bianco, rosso e Verdone, regia di Carlo Verdone (1981)
- Fracchia la belva umana, regia di Neri Parenti (1981)
- Il marchese del Grillo, regia di Mario Monicelli (1981)
- Amici miei - Atto IIº, regia di Mario Monicelli (1982)
- Fantozzi subisce ancora, regia di Neri Parenti (1983)
- Il petomane, regia di Pasquale Festa Campanile (1983)
- Pappa e ciccia, regia di Neri Parenti (1983)
- Bertoldo, Bertoldino e Cacasenno, regia di Mario Monicelli (1984)
- C'era una volta in America, regia di Sergio Leone (1984)
- I due carabinieri, regia di Carlo Verdone (1984)
- Amici miei - Atto IIIº, regia di Nanni Loy (1985)
- 7 chili in 7 giorni, regia di Luca Verdone (1986)
- Speriamo che sia femmina, regia di Mario Monicelli (1986)
- Il tenente dei carabinieri, regia di Maurizio Ponzi (1986)
- Superfantozzi, regia di Neri Parenti (1986)
- Noi uomini duri, regia di Maurizio Ponzi (1987)
- Io e mia sorella, regia di Carlo Verdone (1987)
- I picari, regia di Mario Monicelli (1987)
- Il volpone, regia di Maurizio Ponzi (1988)
- Compagni di scuola, regia di Carlo Verdone (1988)
- Fantozzi va in pensione, regia di Neri Parenti (1988)
- La cintura, regia di Giuliana Gamba (1989)
- Ho vinto la lotteria di capodanno, regia di Neri Parenti (1989)
- Lo zio indegno, regia di Franco Brusati (1989)
- Il bambino e il poliziotto, regia di Carlo Verdone (1989)
- Fantozzi alla riscossa, regia di Neri Parenti (1990)
- Le comiche, regia di Neri Parenti (1990)
- Volevo i pantaloni, regia di Maurizio Ponzi (1990)
- Stasera a casa di Alice, regia di Carlo Verdone (1990)
- Piedipiatti, regia di Carlo Vanzina (1991)
- Parenti serpenti, regia di Mario Monicelli (1992)
- Le comiche 2, regia di Neri Parenti (1992)
- Io speriamo che me la cavo, regia di Lina Wertmüller (1992)
- Al lupo al lupo, regia di Carlo Verdone (1992)
- Ricky & Barabba, regia di Christian De Sica (1992)
- Fantozzi in paradiso, regia di Neri Parenti (1993)
- Caino e Caino, regia di Alessandro Benvenuti (1993)
- I mitici - Colpo gobbo a Milano, regia di Carlo Vanzina (1994)
- Cari fottutissimi amici, regia di Mario Monicelli (1994)
- Le nuove comiche, regia di Neri Parenti (1994)
- Facciamo paradiso, regia di Mario Monicelli (1995)
- Viaggi di nozze, regia di Carlo Verdone (1995)
- Metalmeccanico e parrucchiera in un turbine di sesso e politica, regia di Lina Wertmüller (1996)
- Fantozzi - Il ritorno, regia di Neri Parenti (1996)
- Finalmente soli, regia di Umberto Marino (1997)
- L'ultima stazione, regia di Bogdan Dreyer (1998)
- Gallo cedrone, regia di Carlo Verdone (1998)
- Bagnomaria, regia di Giorgio Panariello (1999)
- Teste di cocco, regia di Ugo Fabrizio Giordani (2000)
- Ogni lasciato è perso, regia di Piero Chiambretti (2001)
- Ma che colpa abbiamo noi, regia di Carlo Verdone (2003)
- In questo mondo di ladri, regia di Carlo Vanzina (2004)
- Il ritorno del Monnezza, regia di Carlo Vanzina (2005)
- Cose da pazzi, regia di Vincenzo Salemme (2005)
- Grande, grosso e... Verdone, regia di Carlo Verdone (2008)
- Amici miei - Come tutto ebbe inizio, regia di Neri Parenti (2011) - postumo

## Riconoscimenti

### David di Donatello
- 1977: - Migliore sceneggiatura per La stanza del vescovo, con Leo Benvenuti.
- 1986: - Migliore sceneggiatura per Speriamo che sia femmina, con Leo Benvenuti, Suso Cecchi d'Amico, Mario Monicelli, Tullio Pinelli
- 1988: - Migliore sceneggiatura per Io e mia sorella, con Leo Benvenuti e Carlo Verdone
- 1989: - nominato a Migliore sceneggiatura per Compagni di scuola, con Leo Benvenuti e Carlo Verdone
- 1992: - nominato a Migliore sceneggiatura per Parenti serpenti, con Carmine Amoroso, Suso Cecchi D'Amico e Mario Monicelli
- 2003: - nominato a Migliore sceneggiatura per Ma che colpa abbiamo noi, con Pasquale Plastino, Fiamma Satta e Carlo Verdone

### Nastro d'argento
- 1958: - Migliore sceneggiatura per Guendalina, con Valerio Zurlini, Leo Benvenuti e Alberto Lattuada
- 1968: - nominato a Migliore sceneggiatura per Incompreso, con Lucia Drudi Demby, Leo Benvenuti e Giuseppe Mangione
- 1972: - Migliore sceneggiatura per Per grazia ricevuta, con Nino Manfredi e Leo Benvenuti
- 1976: - Migliore sceneggiatura per Amici miei, con Leo Benvenuti, Pietro Germi e Tullio Pinelli
- 1976: - Migliore soggetto per Amici miei, con Leo Benvenuti, Pietro Germi e Tullio Pinelli
- 1982: - Migliore sceneggiatura per Il marchese del Grillo, con Leo Benvenuti, Bernardino Zapponi, Tullio Pinelli e Mario Monicelli
- 1986: - Migliore sceneggiatura per Speriamo che sia femmina, con Leo Benvenuti, Suso Cecchi D'Amico, Tullio Pinelli e Mario Monicelli
- 1988: - nominato a migliore sceneggiatura per Io e mia sorella, con Leo Benvenuti e Carlo Verdone
- 1993: - Migliore soggetto per Al lupo al lupo, con Leo Benvenuti, Filippo Ascione e Carlo Verdone
- 2003: - nominato a migliore soggetto per Ma che colpa abbiamo noi, con Pasquale Plastino, Fiamma Satta e Carlo Verdone
- 2008: - Nastro d'argento speciale

### Premio Flaiano
- 1981: - Premio Flaiano per la sceneggiatura per il complesso dell'opera, con Leo Benvenuti